# Andreï Minakov
Andreï Minakov, né le 17 mars 2002, est un nageur russe.

## Biographie
Il remporte 6 titres de champion olympique de la jeunesse lors des Jeux de 2018 ainsi qu'une médaille d’argent. L'année suivante, lors des Championnats d'Europe juniors de natation (Kazan, RUS), il prend la médaille de bronze sur 50 m papillon en 23 s 66 puis remporte le titre européen sur 100 m en 51 s 66.

## Palmarès

### Championnats du monde
Grand bassin
- Championnats du monde 2019 à Gwangju ( Corée du Sud) :
  -  Médaille d'argent du 100 m papillon.
  -  Médaille d'argent du relais 4 × 100 m nage libre (participe uniquement aux séries).
  -  Médaille de bronze du relais 4 × 100 m 4 nages.
- Championnats du monde 2025 à Singapour ( Singapour) :
  -  Médaille d'or du relais 4 × 100 m 4 nages.

### Championnats d'Europe
Grand bassin
- Championnats d'Europe 2020 à Budapest ( Bulgarie) :
  -  Médaille d'or au titre du relais 4 × 100 m nage libre
  -  Médaille d'or du 100 m nage libre